# Celama lathonialis
Celama lathonialis är en fjärilsart som beskrevs av Philip Miller 1873. Celama lathonialis ingår i släktet Celama och familjen trågspinnare. Inga underarter finns listade i Catalogue of Life.